# 胡安·穆索
胡安·阿古斯丁·穆索（西班牙語：Juan Agustín Musso；1994年5月6日—），阿根廷足球運動員，現效力西甲球會马德里竞技（阿特蘭大外借），阿根廷國家足球隊成員，司職守門員。

## 俱樂部生涯
2018年夏天，意甲球隊烏迪內斯官方宣佈，烏迪內斯已經正式以450萬歐元的價格，從阿甲球隊競賽俱樂部簽下主力門將胡安·穆索。
2019-20賽季在烏迪內斯表現出色，是球隊的絕對主力。在本賽季的出場26次聯賽中全部擔任首發且踢滿全場，總共做出88次撲救排名意甲門將第6位。
2021年7月2日，意甲球隊亞特蘭大官方宣佈，從烏迪內斯簽下阿根廷門將胡安·穆索，轉會費約為2000萬歐元。
2024年5月22日，亚特兰大击败利華古遜，夺得2023–24年歐霸盃冠军，这是穆索在俱乐部获得的第一座奖杯。

## 國家隊生涯
2019年3月26日，胡安·穆索在阿根廷對陣摩洛哥的友誼賽中，第67分鐘替補登場，完成國家隊首秀。 2021年6月，入選了阿根廷國家隊徵戰2021年美洲國家盃賽事的大名單，並跟隨阿根廷奪得美洲杯冠軍。
== 榮譽 ==web.archive.org/web/20160715143142/http://www.racingclub.com.ar/futbol/plantel/jugador/252_musso/ 胡安·穆索]在阿根廷竞赛官网中的档案（西班牙文）
- 胡安·穆索 （页面存档备份，存于）在Fichajes.com中的档案

1. ↑  . www.atalanta.it. 2 July 2021  [2 July 2021]. （原始内容存档于2021-12-12）.
2. ↑  . atalanta.it. 2 July 2021  [2021-07-18]. （原始内容存档于2021-12-12） （意大利语）.
3. ↑  . ESPN. 26 March 2019  [2021-10-11]. （原始内容存档于2020-07-01）.